# 桑頓 (阿肯色州)
桑頓（英語：Thornton）是一個位於美國阿肯色州卡爾霍恩縣的城市。根據2020年美國人口普查，該地人口為339人，而該地的面積約為4.98平方千米。

## 地理
桑頓的座標為33°46′36″N 92°29′23″W / 33.77667°N 92.48972°W，而該地的平均海拔高度為97米（即318英尺）。